# Sonate für Violine und Violoncello (Ravel)
Die Sonate für Violine und Violoncello ist eine Komposition Maurice Ravels und gilt als eine der bedeutendsten für Streichduo. Sie trägt die Widmung „A la mémoire de Claude Debussy“.

## Entstehung, Aufbau und Stil
Ravel komponierte den ersten Satz 1920 für eine Sonderausgabe der Musikzeitschrift La Revue musicale, in der auch andere prominente Komponisten Werke als Hommage an den 1918 verstorbenen Claude Debussy veröffentlichten, darunter Paul Dukas, Béla Bartók und Igor Strawinski. Rund zwei Jahre später ergänzte Ravel seine Komposition um weitere Sätze zu einer Sonate, die er ebenfalls Debussy widmete. Die Sätze lauten:
- Allegro
- Très vif
- Lent
- Vif, avec entrain

Die einfachen Motive des Kopfsatzes werden kontrapunktisch, teilweise als Kanon ausgebreitet, ein steter Wechsel zwischen Dur und Moll lässt ungewöhnliche Dissonanzen entstehen. Das rasante Scherzo reizt die Klangpalette der Streichinstrumente von scheppernden Pizzicati bis zu sphärischen Obertönen aus. Der langsame dritte Satz beginnt mit einem Cellosolo, das sich mit der einsetzenden Violine zu einer ausdrucksvollen, fast schrillen Anklage erhebt, bis der Satz harmonisch ausklingt. Das Finale, das an die Virtuosität des Scherzos anknüpft, wird wiederum von tänzerischen Rhythmen bestimmt.

## Rezeption
Die Sonate wurde am 6. April 1922 in Paris von Hélène Jourdan-Morhange und Maurice Maréchal uraufgeführt, die dem neuartigen und anspruchsvollen Stoff bei der Uraufführung nicht gewachsen waren. Kritiker warfen Ravel nach der Aufführung vor, ein „Massaker“ an den Solisten begangen zu haben. Wie auch andere Werke Ravels setzte sich die Sonate jedoch nach anfänglicher Ablehnung durch und wurde schon bald häufig aufgeführt.
Ravel selbst bezeichnete das Werk einige Jahre später als Wendepunkt in der Entwicklung seines Schaffens. Ravels Interesse an Linearität, Bitonalität und anderen Formen der Musik der Moderne schlagen sich in diesem Werk besonders deutlich Bahn.